# 帝王陵墓
帝王陵墓，或稱帝王陵園，简称“皇陵”或“帝陵”，是指君主的墳墓。陵墓中深深渗透着礼法的内容，天子死后的埋葬地称“陵”，诸侯称“封”，大夫称“坟”。坟丘的大小、衣襟棺椁、墓葬仪式都是按等级严加规定的。
一些历史久远的帝王陵墓，可能由史料缺失、具体位置失传，而存在错误认知。中国清朝学者毕沅担任陕西巡抚期间，在关中地区几乎所有帝王陵墓前都树立了标记墓主人的石碑。而由于当时考古技术缺失，毕沅只能根据史料记载和民间传说来确定陵墓所在，结果所立石碑“对的和错的同样多”。

## 東亞帝王陵墓

### 中國
中国在丧葬方面有“视死如生”、“事死如事生”（也有人写作“侍死如侍生”）的传统，生前，帝王有奢华的享受，死后，亦有如此。帝王通常在登基后，即开始为自己营造陵墓。帝王的陵墓通常规模宏大，花费巨大，即便是以节俭著称的帝王也不例外。西汉的文帝，开创文景之治。《史记》称文帝在建造霸陵时，皆用瓦器，不得以金银铜锡为饰，不治坟，想要节俭，不烦扰民众。实际上霸陵的修建，耗费了全国三分之一的财政收入。中國歷代中原王朝所修築的帝王陵墓中，具代表性的有秦始皇陵、西漢帝陵（五陵）、邙山陵墓群（洛南東漢帝陵）、唐十八陵、宋陵與宋六陵、起輦谷與成吉思汗陵（後世修建之衣冠塚）、明清皇家陵寢等大型陵園建築群，這些帝王陵墓周圍通常有環繞為數眾多的皇親與功臣陪葬墓。
1956年至1957年期间，尽管有郑振铎、夏鼐等人的反对，但在时任北京市副市长吴晗的极力支持下，中华人民共和国国务院决定对明定陵进行发掘。但十数年后，即在文化大革命中遭到严重损害。不主动挖掘帝王陵墓，亦成为中华人民共和国政府的政策。2015年，南京文物部门对狮子冲南朝大墓进行考古发掘。此处陵墓被认为是陈文帝永寧陵，引发南京文物部门主动发掘帝陵的质疑。应国家文物局要求，南京文物部门暂停发掘、保护性回填。

#### 特有建築
- 石牌坊：为陵区最前面的建筑。在明清皇家陵寝中，仅有陵区的首陵拥有石牌坊，可以视为整个陵区的石牌坊。其中，明十三陵石牌坊为陵区最南端的建筑，在大宫门南二里许，建于嘉靖十九年（1540年），石牌坊5间6柱11楼，高14米，宽28.86米，是现今国内保存下来、最精美的石牌坊。牌坊的夹杆石，四面有浮雕，刻有八对狮子滚绣球和十六条云龙图案。清东陵陵区的石牌坊位于顺治帝孝陵大红门正前方，结构形式为5门6柱11楼，全部使用青白石料构筑而成，高12.48米，宽31.35米，牌坊的每座楼都为庑殿式，表明了牌坊的自身等级和皇家陵园的崇高地位。
- 圣德神功碑楼：记述皇帝生平功绩的主要建筑，俗称大碑楼。楼内圣德神功碑上刻有为皇帝歌功颂德的文字。
- 谥号碑亭：又称作神道碑亭、小碑亭或小碑楼，是放置谥号碑的亭式建筑。
- 神道：陵墓前的一条大道。为陵墓的附属建筑，是进入陵区的主要通道。
- 石象生：指在神道两侧放置的石人石兽。分别排列着十二对石兽，两坐两立，依次为狮子（象征威武）、獬豸（象征公正）、骆驼（象征运输）、象（象征吉祥太平）、麒麟（象征吉祥太平）、马（象征征战），其中骆驼、象、马又分别为各地运输工具，故又象征疆域辽阔；石人十二尊，其中武臣（象征侍卫将军）、文臣（象征近身文臣）、勋臣（象征有功勋的文武百官）各四尊。陵墓前的石人又称翁仲，对称立有两座，分别为文官和武官形象。关于翁仲的形象有一种说法是来源于秦朝有一位名叫阮翁仲的大力士，传说他身长一丈三尺，力大无比,曾驻守临洮，征服匈奴有功。他死后，秦始皇特制翁仲铜像立于咸阳宫司马门外。匈奴人来咸阳，见到铜人，竟为是活着的阮翁仲而逃遁。从此，人们便把宫阙或陵墓前的铜人、石人称为翁仲。陵墓前的石兽也有由来。石兽放置在墓前是从汉代霍去病墓开始的。后来的历代帝王的修建自己的陵墓时也都沿用石人石兽的陵前装饰，所以现在的唐陵、宋陵、明陵、清陵几乎都在陵墓前陈列仪仗队式的石人石兽。
- 享殿：地面建築群中最為重要的建築物，也是後世祭祀典禮的主要舉行場所。
- 宝城：指环绕在宝顶四周的封闭城垣建筑。
- 宝顶：指位于地宫上方的圆丘状封土。
- 地宫：安放死者棺椁的地下建筑。

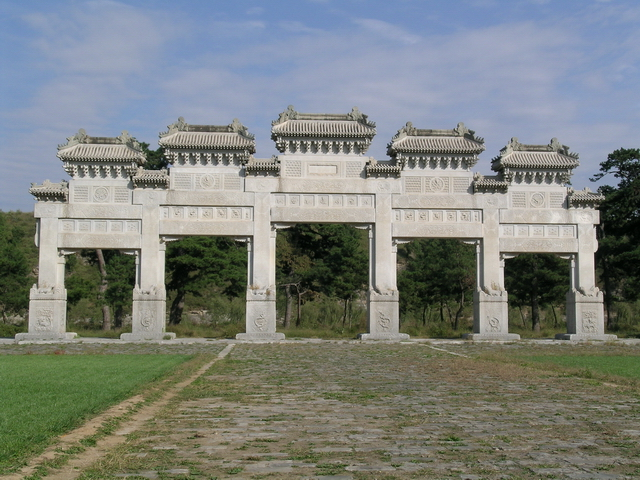
清西陵的石牌坊
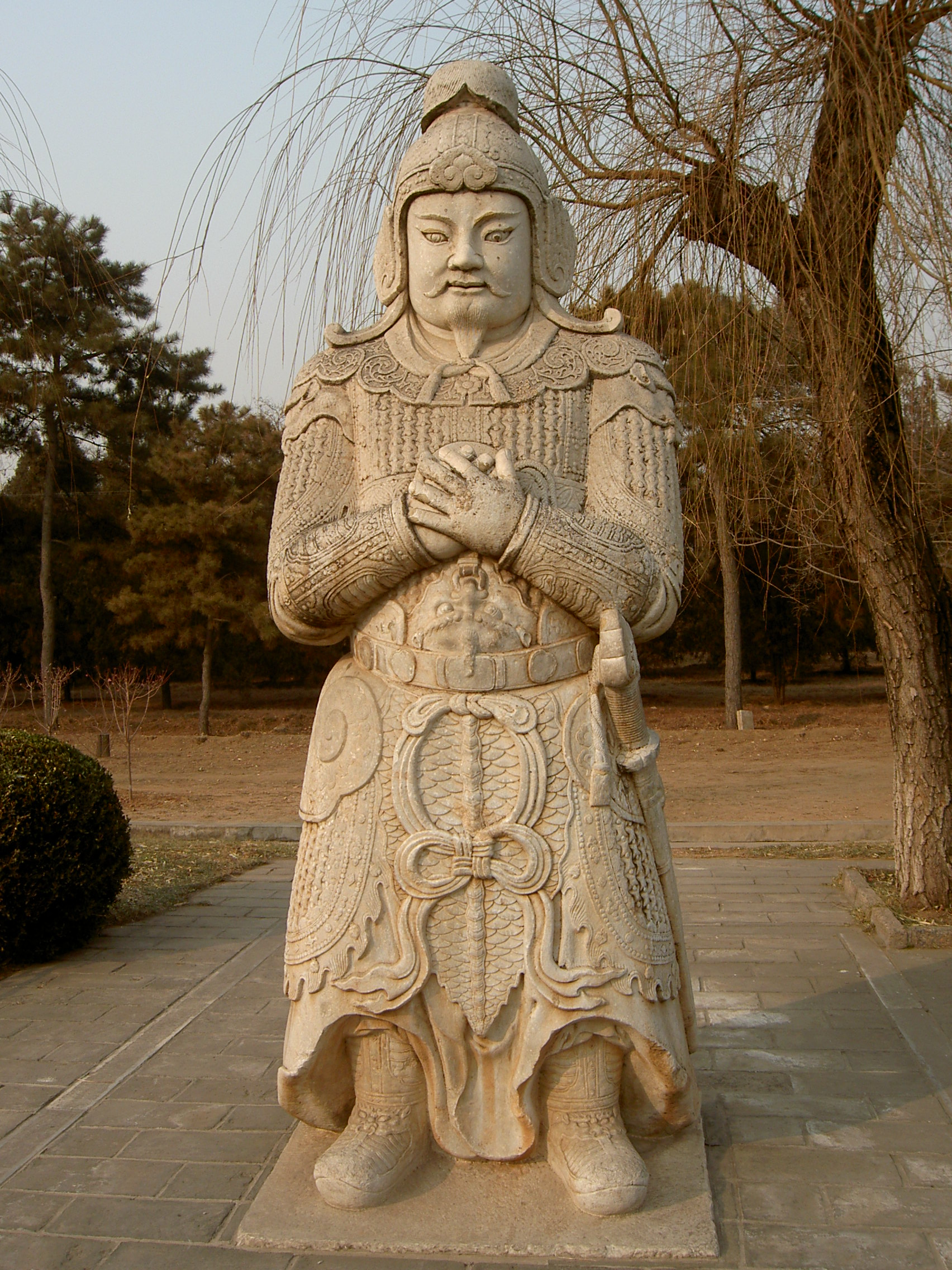
明十三陵的武官石像生
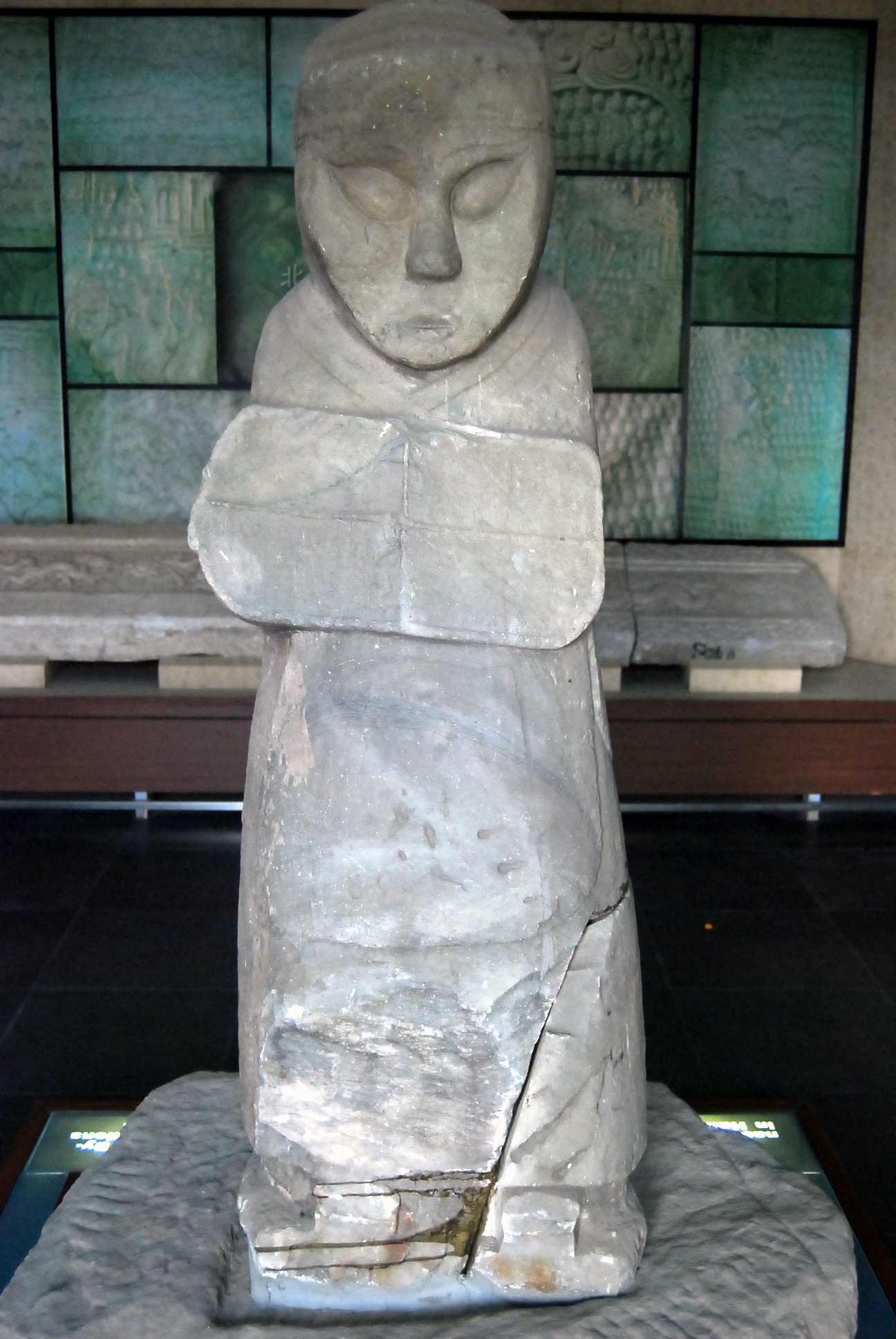
东汉捧盾石人，青石质。常见于汉代画像石和陵墓装饰
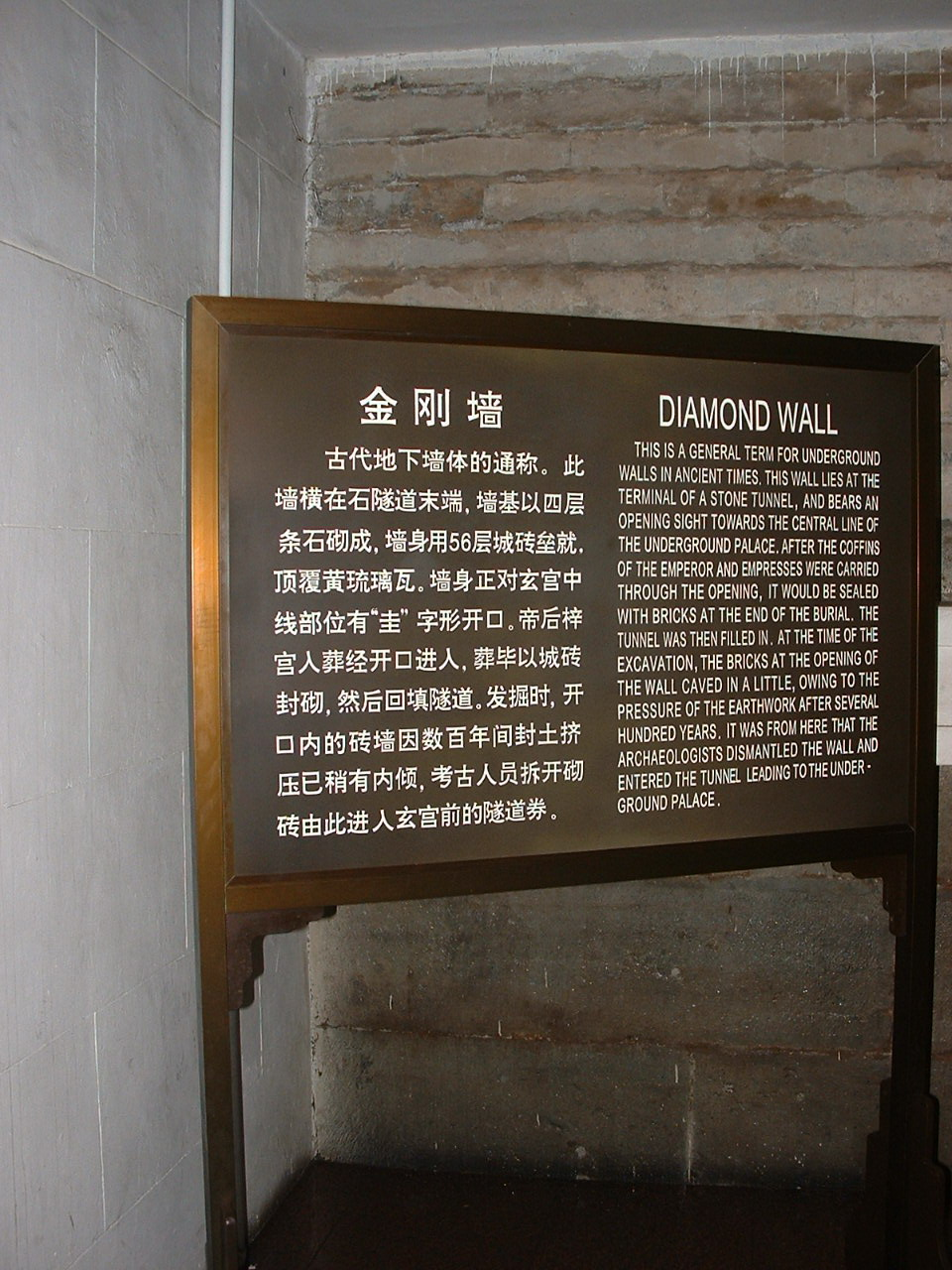
封住皇帝地宮防止盜墓的金剛牆
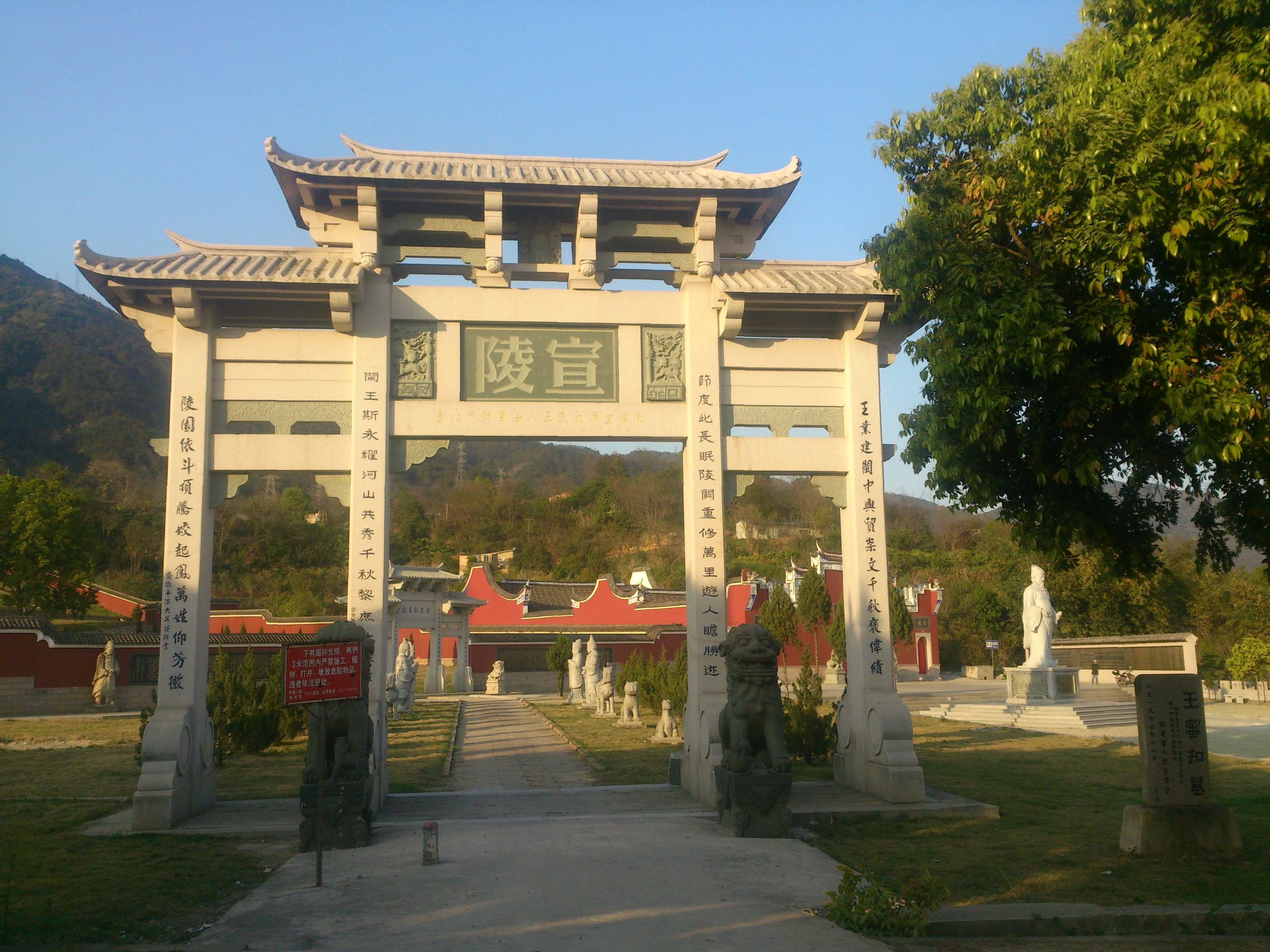
闽宣陵的正门

### 中国之外
- 朝鮮：高句麗古墓群暨王陵、新羅王陵（朝鲜语：신라왕릉）、公州宋山里古墳群（朝鲜语：공주 송산리 고분군）暨扶餘王陵園（朝鲜语：부여 왕릉원）、高麗王陵（朝鲜语：고려왕릉）、朝鮮王陵
- 日本：天皇陵（日语：天皇陵）
- 琉球國：玉陵
- 越南：藍京、順化皇陵

## 其他地區的帝王陵墓
- 泰國：臥佛寺、黎明寺、王子寺、拉查巴迪寺、雲石寺、佛统大塔、蘇泰寺、僧王寺和拉嘉寶碧寺
- 柬埔寨：金邊銀塔（英语：Silver Pagoda, Phnom Penh）
- 不丹：古杰寺
- 緬甸：貢榜王陵（英语：Konbaung tombs）
- 马来西亚：神安池皇陵（英语：Seri Menanti Royal Mausoleum）、蘇丹蘇萊曼清真寺、亚娄皇陵、阿比丁清真寺、吉打皇陵（英语：Kedah Royal Mausoleum）、吉蘭丹皇陵（英语：Kelantan Royal Mausoleum）、阿布峇卡皇家清真寺、柔佛皇陵（英语：Mahmoodiah Royal Mausoleum）、霹靂皇陵（英语：Al-Ghufran Royal Mausoleum）
- ：谷巴轄皇陵（英语：Kubah Makam Di Raja）
- ：古尔-埃米尔陵
- 埃及：金字塔、帝王谷
- 伊朗：纳克歇-洛斯塔姆、禮薩·沙阿陵墓（英语：Mausoleum of Reza Shah）
- 印度：胡馬雍陵、阿克巴大帝陵、泰姬陵
- 土耳其：拜占庭聖使徒教堂、鄂圖曼帝國蘇丹陵墓列表（英语：List of burial places of Ottoman sultans）
- 摩洛哥：穆罕默德五世陵墓
- 突尼西亞：托貝爾埃貝（法语：Tourbet El Bey）
- 沙烏地阿拉伯：奥德公共墓地（歷代國王墓）
- 阿联酋：謝赫扎耶德大清真寺（阿布達比酋長國酋長）
- 衣索比亞：阿迪斯阿貝巴聖三一大教堂
- ：索布扎二世紀念公園
- 梵蒂冈：聖彼得大教堂（148位教皇陵寢）
- 歐洲君主陵墓列表（英语：Burial sites of European monarchs and consorts）
  -  俄羅斯：天使長主教座堂、彼得保羅主教座堂
  -  英国：西敏寺、聖喬治禮拜堂、浮若閣摩爾
  -  法國：榮軍院、聖但尼聖殿
  -  義大利：奧古斯都陵墓、聖天使城堡、萬神殿
  -  德国：柏林大教堂、波茨坦和平教堂、夏洛滕堡宮陵墓（德语：Mausoleum im Schlosspark Charlottenburg）
  -  奥地利：維也納皇家陵墓
  -  西班牙：埃斯科里亞爾修道院
  -  葡萄牙：城外聖文生修道院布拉干薩王朝皇家先賢祠（英语：Pantheon of the House of Braganza）
  -  丹麦：羅斯基勒主教座堂
  -  瑞典：烏普薩拉主教座堂、騎士島教堂
  -  波蘭：波茲南主教座堂、瓦維爾主教座堂
  -  荷蘭：台夫特新教堂

## 研究書目
- 楊寬：《中國古代陵寢制度史研究》（上海：上海古籍出版社，1985）。